# Bess Meredyth
Bess Meredyth (12. februar 1890 – 13. juli 1969) var en amerikansk manuskriptforfatter og stumfilmsskuespiller. Hun var gift med instruktør Michael Curtiz.
Meredyth skrev Florentinske Nætter (1934) og Ikke mistænkt, baseret på romanen The Unsuspected af Charlotte Armstrong. Hun var en ud af de 36 stiftere af Academy of Motion Picture Arts and Sciences.
I 1930 blev hun nomineret til to Oscar for bedste manuskript for filmene En Kvinde uden Moral og Kvindens Magt.

## Biografi
Meredyth startede i en ung alder som performer og forfatter. Hendes far var chef for et lokalt teater, og hun spillede klaver gennem hele hendes barndom.
På opfordring fra hendes engelsklærer, begyndte Meredyth også at skrive fiktion.
Som 13-årig henvendte hun sig til den lokale avisredaktør for at komme til at skrive en fiktionsklumme. For hver historie hun skrev til avisen, fik hun 1 dollar, hvilket gjorde dette til hendes første betalte arbejde som forfatter.
Meredyth startede sin karriere i underholdningsbranchen i Vaudeville som komiker. For det meste sang hun og udførte monologer, mens hun selv spillede klaver. En form hun kaldte en "pianolog".
Meredyth startede sin filmkarriere som statist hos D. W. Griffiths Biograph-studio i New York, indtil hun flyttede til Los Angeles i 1911.
Meredyth mødte Wilfred Lucas i 1911, da han opfordrede hende til at forfølge filmskuespil.
Året efter arbejdede de sammen på kortfilmen A Sailor's Heart, den første af mange kunstneriske samarbejder. Parret blev gift i 1917 sammen fik de sønnen, John Meredyth Lucas.
I 1918 rejste Meredyth og Lucas til Australien for at arbejde med den australske sportsmand Snowy Baker. De lavede tre film sammen: The Man from Kangaroo (1920), The Jackeroo of Coolabong (1920) og The Shadow of Lightning Ridge (1921). På de første to film var Meredyth medinstruktør.
Hun var nok den første professionelle manuskriptforfatter til at arbejde i Australien.
De blev gift i 1929 og prøvede, uden held, at starte en produktionsenhed hos MGM studier i 1946.
Meredyth og Lucas blev skilt i 1927.
Meredyth mødte instruktøren Michael Curtiz kort tid efter han var ankommet til USA, mens de begge arbejdede på Warner Brothers Studio
Selvom hun ofte var ukrediteret, har Meredyth bidraget til flere af Curtiz' projekter. Mest bemærkelsesværdigt var at han flere gange om dagen spurgte efter inputs fra Meredyth mens han filmede sin mest succesfulde film casablanca.
Meredyth og Curtiz blev separeret to gange; først i 1941 og igen i 1960. Men de holdt kontakten efter denne separation, og CUrtiz inkluderede hende i sit testamente inden sin død i 1962.
I hele sin tid på MGM studios havde Meredyth hovedsagelig arbejdet under Irving Thalberg. Da han døde i 1936, droppede de nye MGM chefer Meredyths kontrakt. Meredyth besluttede sig for at stoppe som professionel manuskriptforfatter. På trods af dette er hun krediteret på tre filmproduktioner efter hun trak sig tilbage: Zorros mærke (1940), En Nat i Rio (1941)
og Ikke mistænkt (1947)
Meredyth døde i 1969, 79 år gammel.